# جوناثون لي
جوناثون لي (بالإنجليزية: Jonathon Lee)‏ هو عازف بيانو أمريكي، ولد في 3 سبتمبر 1953، وتوفي في 3 أكتوبر 2004.

## وصلات خارجية
- جوناثون لي على موقع ميوزك برينز (الإنجليزية)